# Филизтен Ханым-эфенди
Филизте́н Ханы́м-эфе́нди (тур. Filizten Hanım Efendi), также Филиста́н Ханы́м-эфе́нди (тур. Filistan Hanım Efendi) и Филисти́н Ханы́м-эфе́нди (тур. Filistin Hanım Efendi; ок. 1860 или 1861/1862 — 1940/1945, Стамбул) — наложница османского султана Мурада V.

## Биография
Сведений о жизни Филизтен известно мало, многие из них почерпнуты из её мемуаров. Она родилась приблизительно в 1861/1862 году (по другим данным — приблизительно в 1860). Филизтен не оставила сведений о своей национальности, однако, скорее всего, она была черкешенкой, как и многие наложницы в гареме в то время. Харун Ачба предполагает, что Филизтен до попадания в гарем носила имя Наиме и была дочерью абхазского князя Шахин-бея Чаабалырхуа и абазинской княжны Адильхан Лоовой; по этой версии, она была кузиной Пейвесте Ханым-эфенди, десятой жены султана Абдул-Хамида II, мать которой Хесна-ханым состояла в родстве с Шахин-беем. В возрасте 14 или 15 лет Филизтен вошла в гарем будущего султана Мурада V незадолго до его восшествия на престол 30 мая 1876 года; девушка стала подарком султану от бывшей служительницы гарема, которая к тому времени уже покинула дворец. Своё имя Филизтен получила в гареме; означало оно «тонкотелая», однако сама Филизтен отмечала, что имена в гареме были по большей степени ироничными, а сама она была довольно крупной девушкой. У неё были светлые волосы и средний рост.
В гареме Филизтен прошла обучение и получила должность младшей калфы (служанки гарема); известно, что после смещения Мурада V с трона Филизтен возглавила служанок гарема. Вместе с султанской семьёй Филизтен-калфа была переправлена во дворец Чыраган, где бывший султан должен был провести остаток жизни. Мурад V был психически нездоров, вследствие этого ему требовался постоянный уход. Филизтен была приставлена к бывшему султану в числе нескольких слуг. Мурад обратил на неё своё внимание после улучшения в его состоянии здоровья, наступившего через три месяца после свержения. Филизтен стала гёзде Мурада V — наложницей, привлёкшей внимание султана. При этом Недждет Сакаоглу называет её второй икбал — наложницей султана, делившей с ним постель.
Филизтен провела в Чырагане с султанской семьёй двадцать восемь лет. После смерти султана Мурада V в 1904 году его жёны некоторое время оставались в Чырагане на попечении султана Абдул-Хамида II; затем, в 1909 году, многие из них отбыли в Бурсу к одной из его дочерей — Фатьме-султан. В это же время гёзде и икбал Мурада был предложен выбор: покинуть гарем или отправиться в Бурсу. Достоверно известно, что две икбал, Тараныдиль и Джевхерриз (также бывшая калфа), покинули гарем и вышли замуж. О судьбе самой Филизтен достоверно не известно. Она поселилась в Стамбуле, где позднее занялась написанием мемуаров. К моменту написания мемуаров Филизтен было за семьдесят лет. Она умерла в Стамбуле, по разным данным, примерно в 1940 или 1945 году.
Филизтен стала одной из трёх османских мемуаристок, происходивших из числа женщин султанского гарема: двумя другими были последняя жена Мехмеда VI Нимет Невзад, автор мемуаров «От Йылдыза до Сан-Ремо», и одна из фрейлин первой жены Мехмеда VI Эмине Назикеды Лейла Ачба, автор мемуаров «Воспоминания о гареме черкесской принцессы».

### Мемуары
Мемуары, написанные Филизтен, представляли собой биографию Мурада V. Они были собраны журналистом и историком Зиёй Шакиром и изданы под названием «28 лет во дворце Чыраган: Жизнь Мурада V». В предисловии к книге Шакир отмечает, что, хотя Филизтен было далеко за семьдесят на момент написания воспоминаний, у неё было превосходное здоровье, и она вполне осознавала ответственность за историю, которую изложила в мемуарах и свидетелем которой сама являлась, пребывая во дворце Чыраган. Мемуары Филизтен были основаны исключительно на её воспоминаниях, поскольку, по её собственному признанию, никаких дневников она не вела. Несмотря на стилистические особенности Зии Шакир, который редактировал мемуары перед публикацией, подлинность самих мемуаров и авторство Филизтен никогда не ставились под сомнение. Сразу же после публикации был определён первичный источник для статей о Мураде V, о чём писал историк Исмаил Хаккы Узунчаршилы, назвавший этим источником Филизтен Ханым-эфенди, гёзде Мурада V. Сегодня эти мемуары по-прежнему образуют основной источник о жизни этого султана в частности и жизни в гареме османского дворца в целом.

## В культуре
- В канадо-турецком фильме «Женщины султана» (2012), рассказывающем о женщинах Мурада V, роль Филизтен исполнила Дениз Айлан[11].